# Violante Cabral
D. Violante Cabral  foi uma senhora da Nobreza de Portugal e umas das poucas mulheres que foram raiz de importantes famílias nas ilhas dos Açores.
Os descendentes desta família provem uns, de Violante Cabral, irmã de Frei Gonçalo Velho Cabral, que foi comendador, na Ordem de Cristo, do Castelo de Almourol, da Beselga, Cardiga e das Pias e descobridor da ilha de Santa Maria e da ilha de São Miguel.
Outros descendem de Fernão Cabral, que passou aos Açores na segunda metade do século XVI, indo estabelecer a sua residência na cidade de Angra do Heroísmo, ilha Terceira; são outros descendentes de João Rodrigues Pereira Cabral, que vivia na dita cidade na segunda metade do século XVII; e outros, finalmente descendem de Manuel Cabral de Melo, que deve ter nascido nos fins do século XVII ou princípios do século XVIII.
Todos estes ramos são procedentes da nobre geração e linhagem dos Cabrais, que tiveram a alcaideria-mor do Castelo de Belmonte, bem como o senhorio de Azurara, Folhada, Guarda, Manteigas, Moimenta, Tavares, Valhelhas, e de outras terras.
D. Violante Cabral, casou com Diogo Gonçalves de Travassos, que foi vedor e escrivão da puridade de Pedro de Portugal, Duque de Coimbra, filho do rei D. João I, e do conselho do rei D. Afonso V, casamento de que nasceram 5 filhos:
1 – Rui Velho.
2 – Pedro Velho Cabral, natural da ilha de São Miguel e casado com Catarina Afonso.
3 – Nuno Velho de Travassos e Melo que casou duas vezes, a primeira na ilha de São Miguel com Isabel Afonso e a segunda vez na ilha de Santa Maria com África Anes.